# Massageter
Massageter var ett iranskt folkslag i Centralasien, som bland annat var i konflikt med perserriket under Kyros II. Deras drottning Tomyris vann över honom då han dog i ett slag 530 f.Kr.. De beskrevs av Herodotos.